# Fregata magnificens
Cốc biển đen là một loài chim thuộc họ Fregatidae. Nó là loài phổ biến ở Đại Tây Dương nhiệt đới, sinh đẻ theo tập đoàn ở trên cây ở Florida, Caribbean và Cabo Verde Islands. Nó cũng sinh sản ở dọc theo bờ biển Thái Bình Dương của Mỹ từ Mexico để Ecuador bao gồm cả quần đảo Galapagos.
Nó đã hiện diện như là một lang thang như xa từ phạm vi bình thường của nó như đảo Man, Đan Mạch, Tây Ban Nha, Anh, và British Columbia.
Loài chim này dài 100 cm (39 inches) và sải cánh dài 215 cm (85 inch) sải cánh. Con đực có màu đen với một cái túi họng đỏ tươi được bơm căng như một quả bóng trong mùa sinh sản. Mặc dù những chiếc lông vũ màu đen, lông xương bả vai sản xuất một màu ánh kim màu tím khi chúng phản xạ ánh sáng mặt trời. Con cái có màu đen, nhưng có ngực trắng và hai bên cổ thấp hơn, một dải màu nâu trên cánh và một vòng xuyến màu xanh ở mắt. Chim chưa trưởng thành có đầu phía dưới màu trắng.
Loài này chủ yếu ăn cá, và cũng có thể tấn công các loài chim biển khác để buộc chúng phải nôn ra thức ăn của chúng ra để cướp. Loài chim này không bao giờ hạ cánh trên mặt nước, và luôn luôn mang thức ăn của chúng khi bay.
Chúng trải qua đêm và ngày khi đang bay, với một tốc độ mặt đất trung bình 10 km / giờ, đạt quảng đường bay 223 ± 208 km trước khi hạ cánh. Chúng thay phiên vọt lên luồng không khí nóng bốc lên, độ cao đôi khi cao 2500 m, và xuống đến gần bề mặt nước biển (Chastel et al 2003).

## Hình ảnh

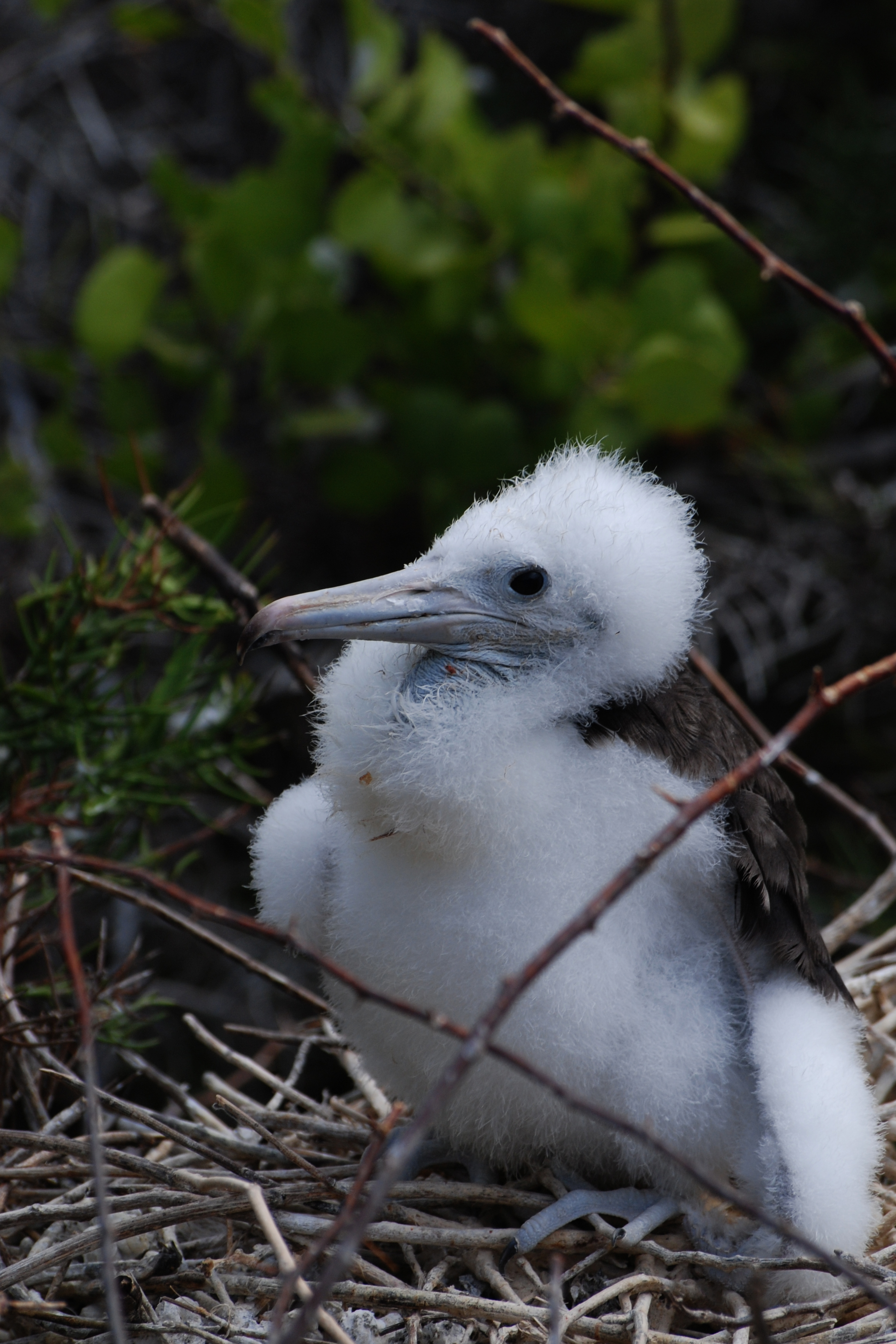
Chim non trên tổ
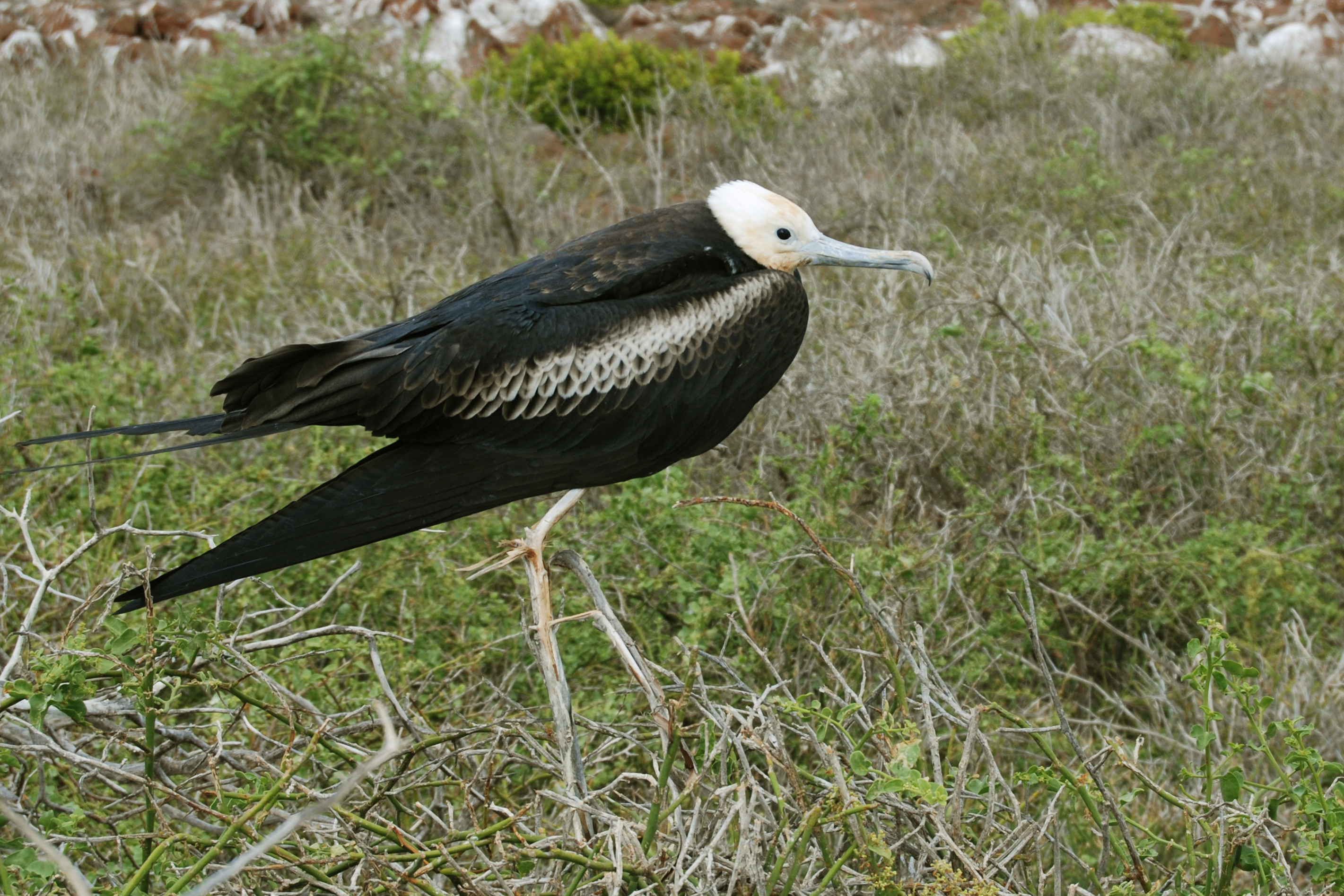
Con non
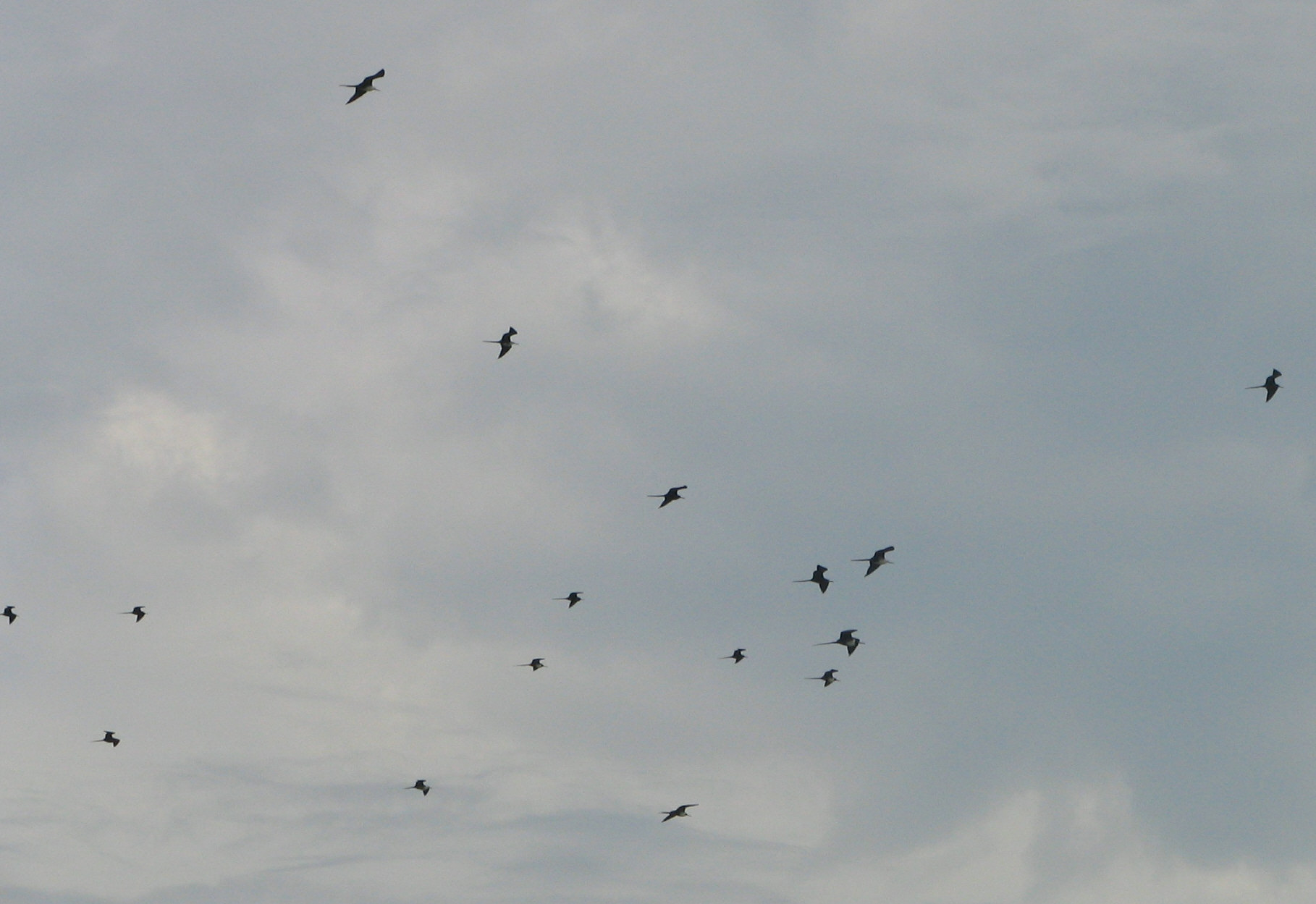
Đàn chim
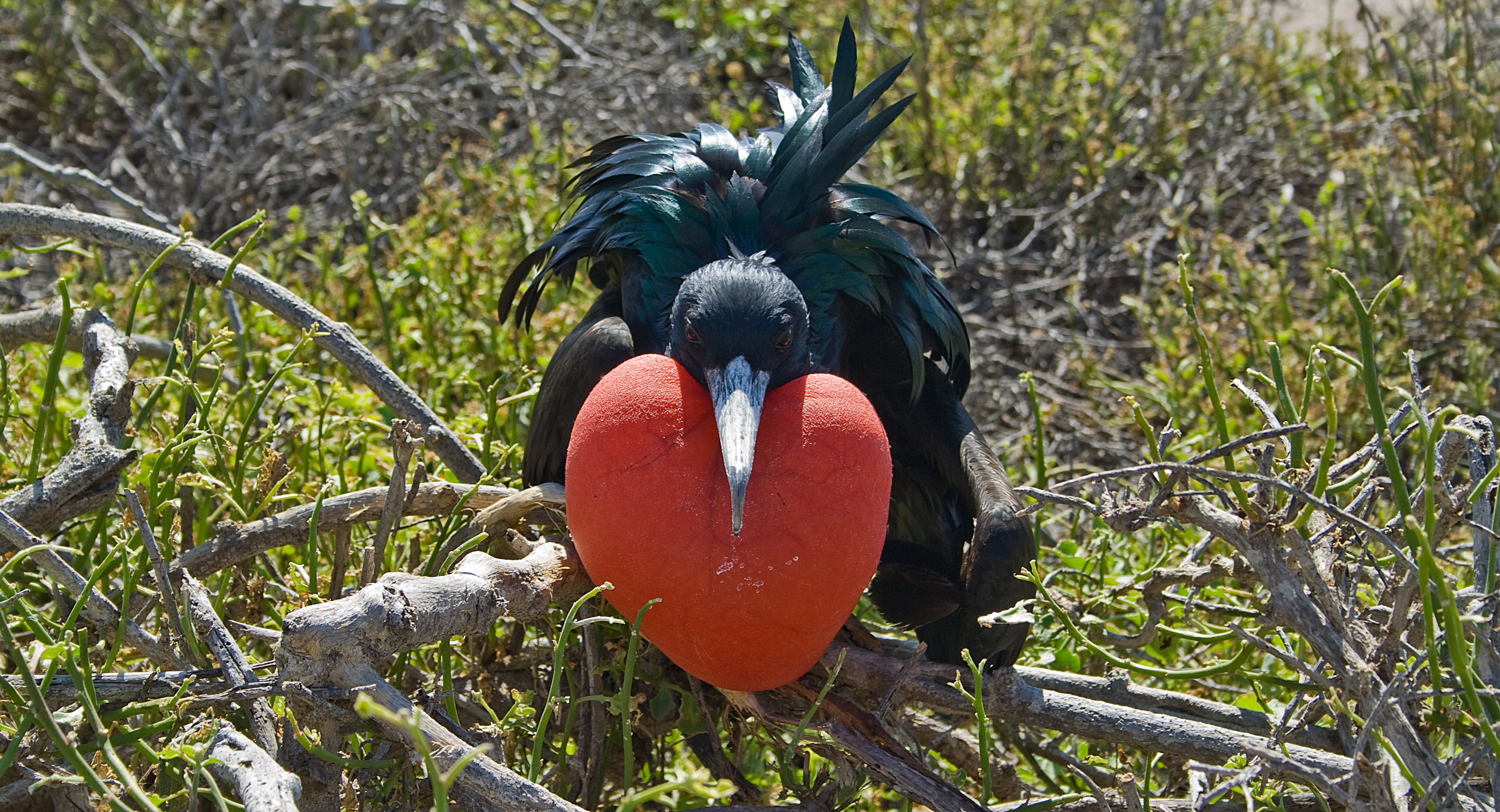
Con trống với cổ đỏ
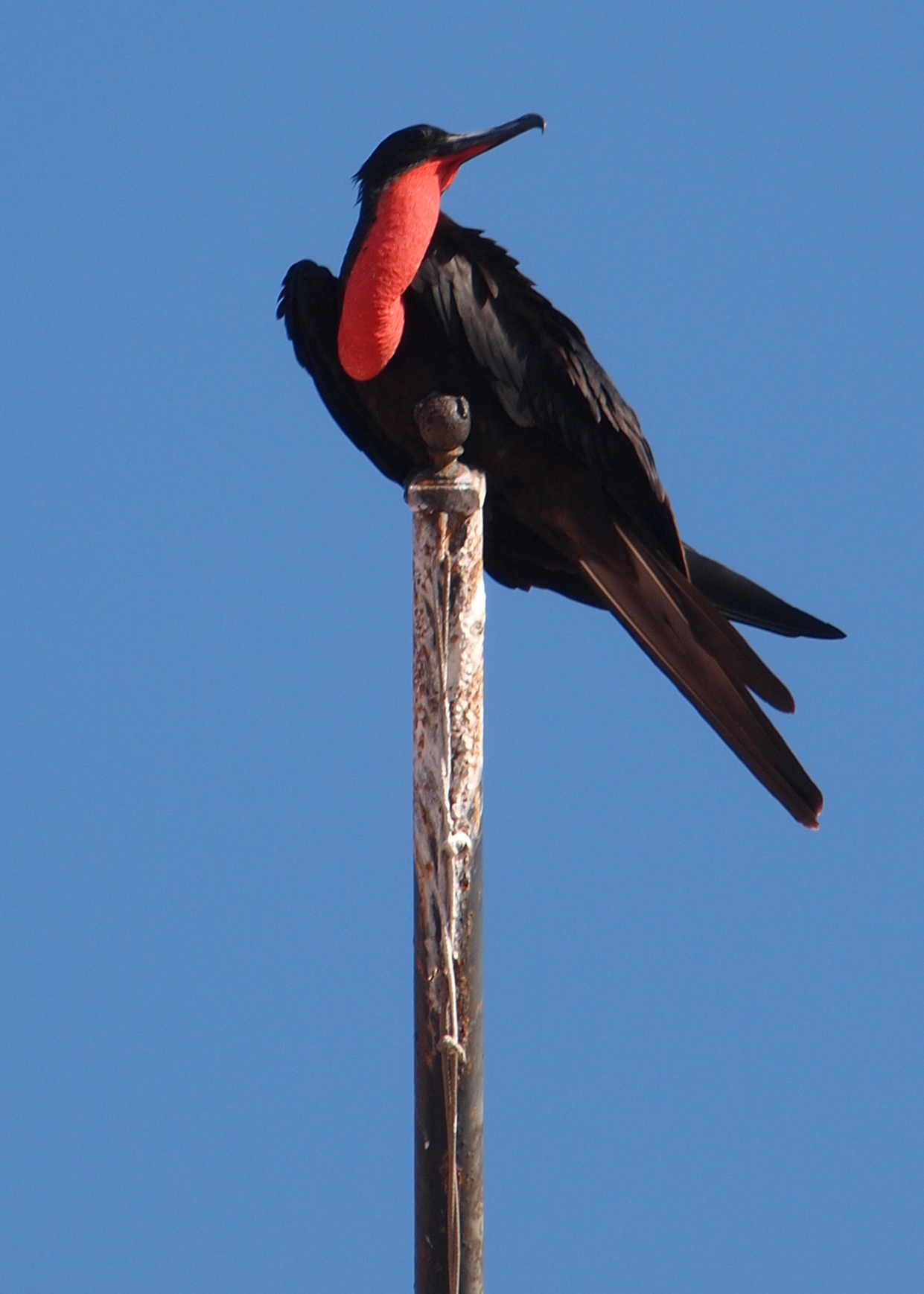
Con trống ở Mexico
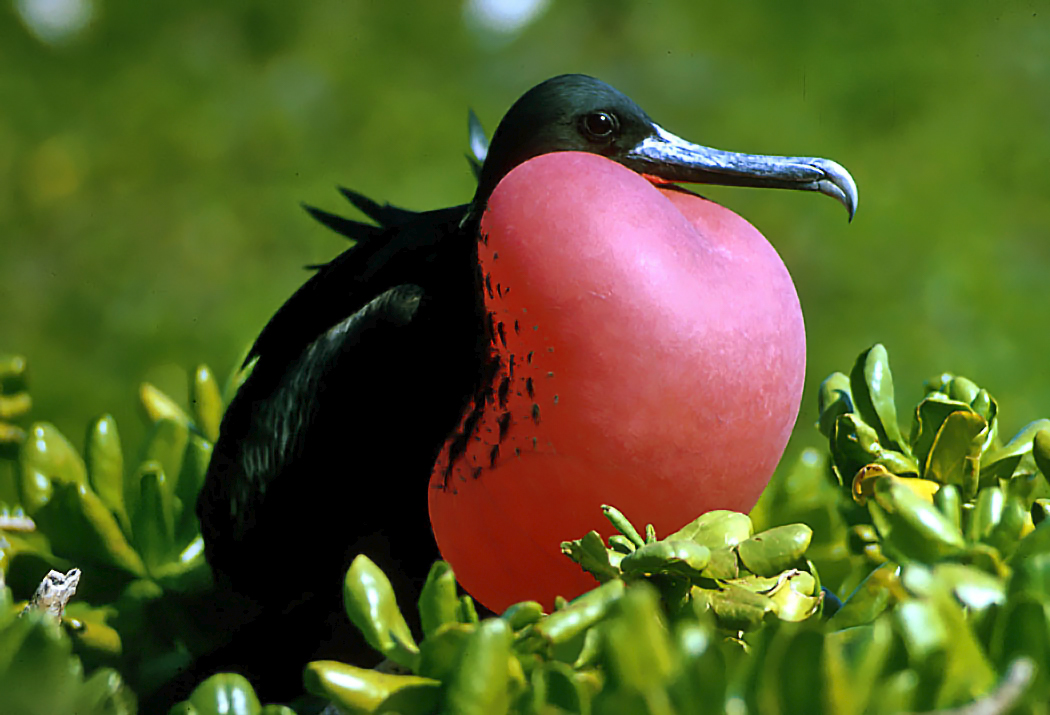
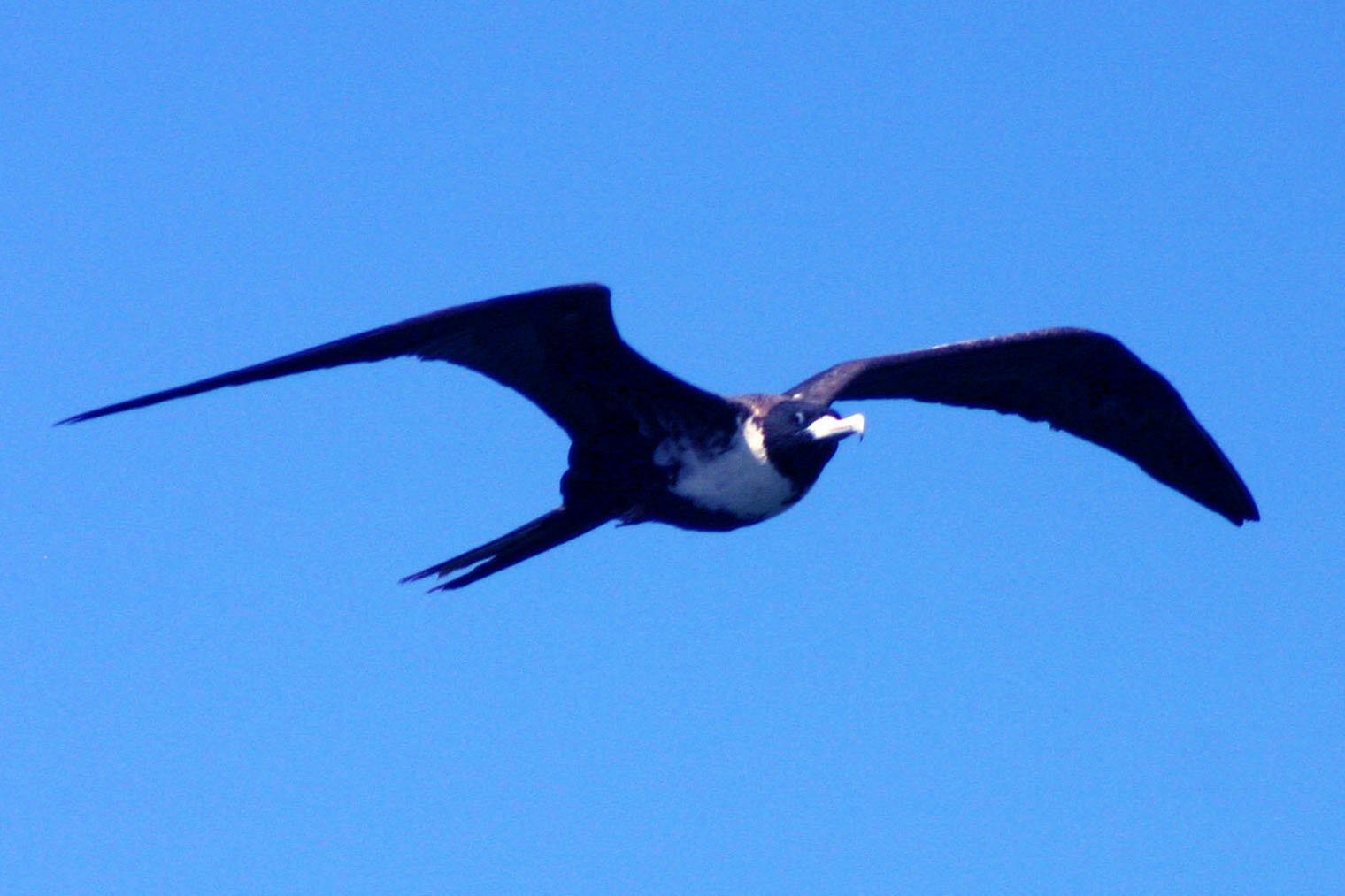
Con mái đang bay, Antigua
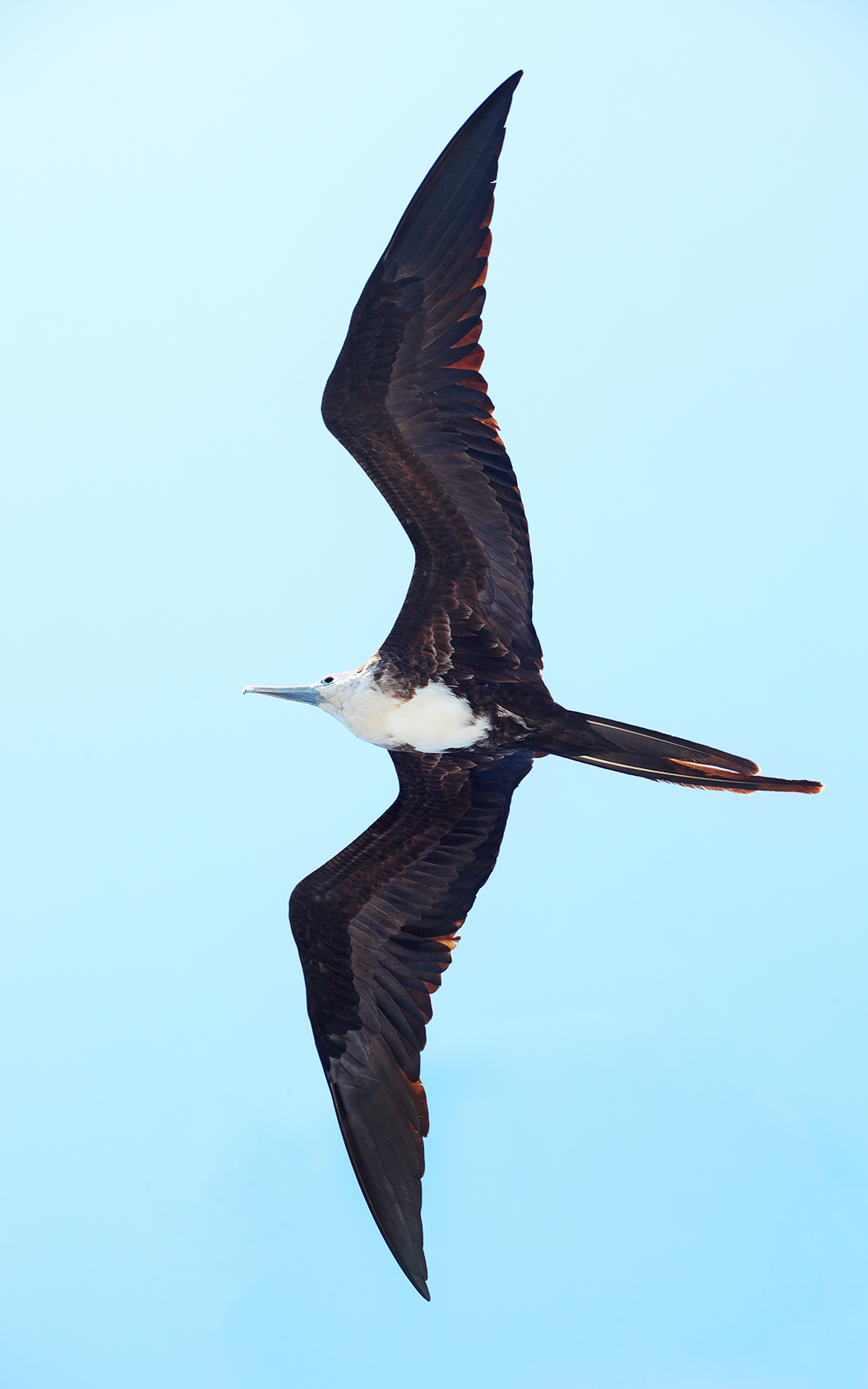
Con chưa trưởng thành đang bay, quần đảo Galapagos
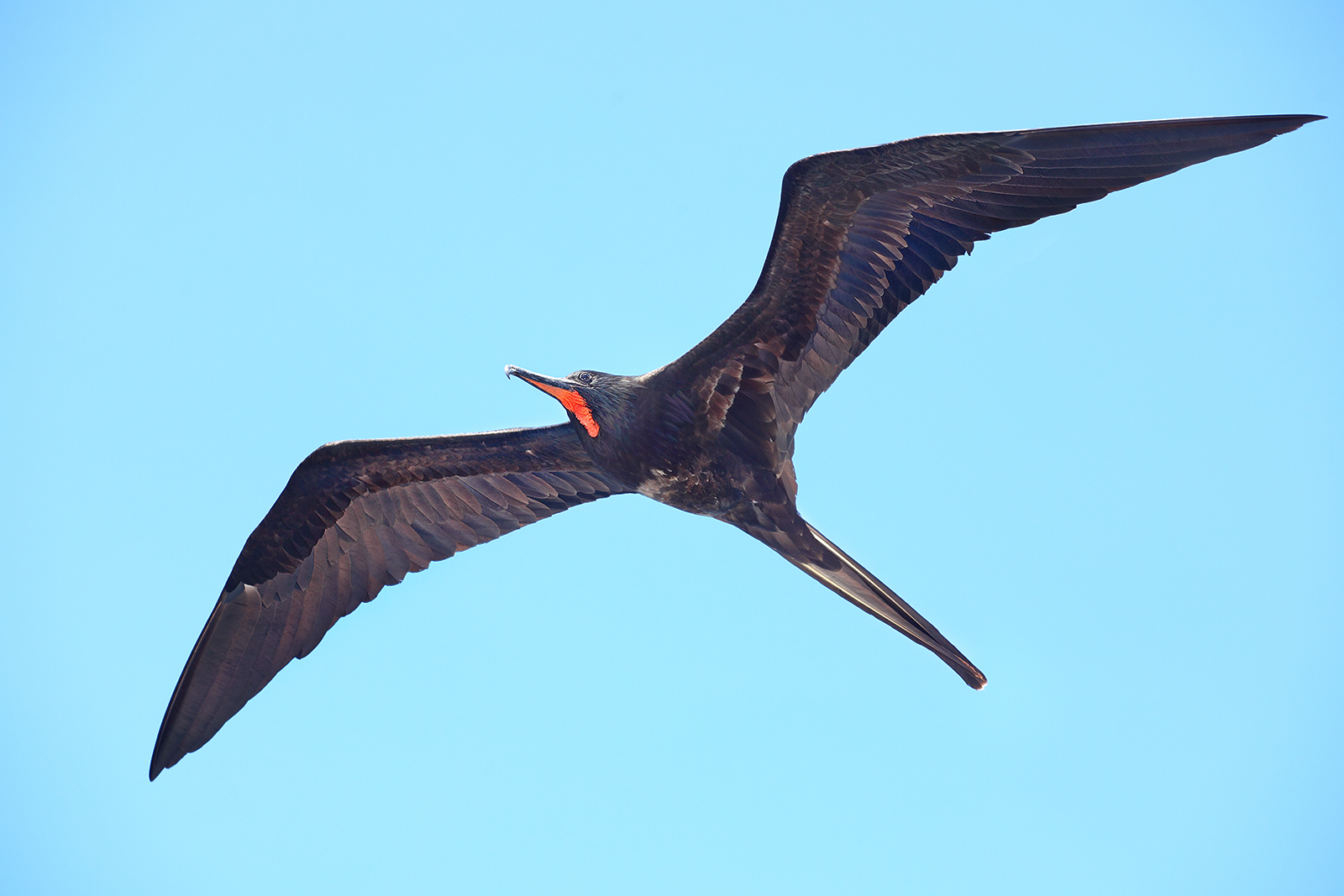
Con trống đang bay, quần đảo Galapagos
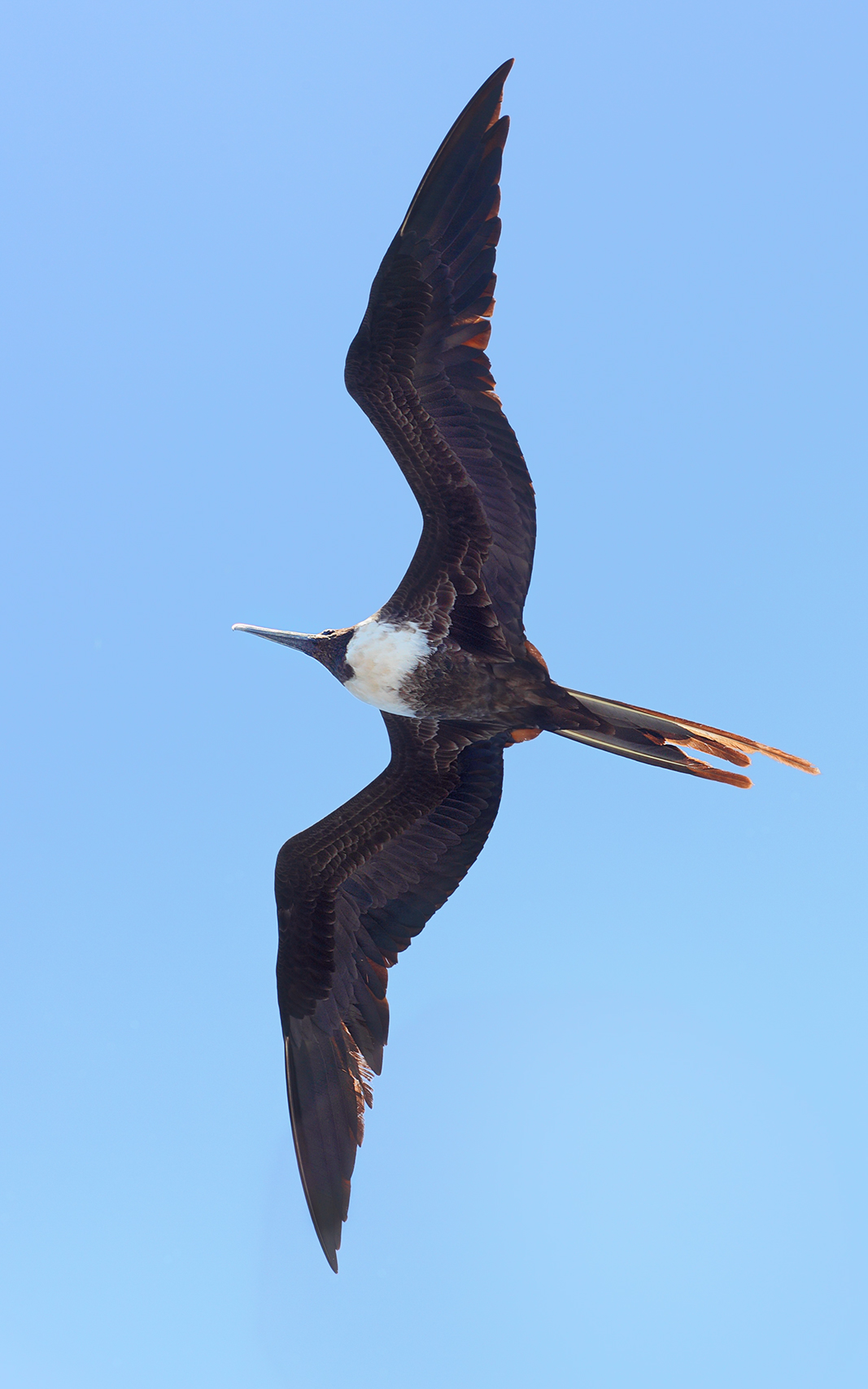
Con mái đang bay, quần đảo Galapagos
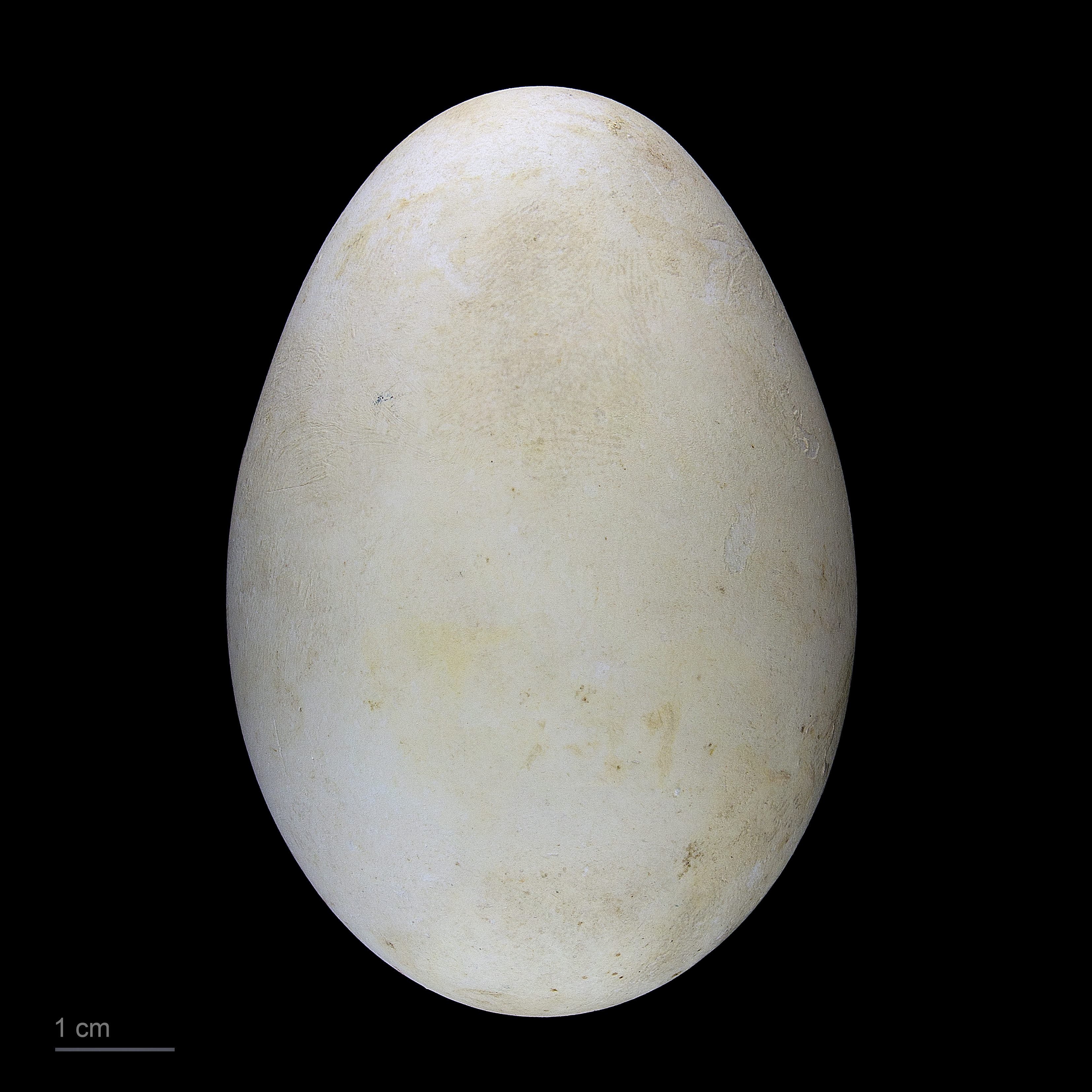
Museum specimen - Mexique